# Hikutavake
Hikutavake er en landsby på øen  Niue i den sydvestlige del af Stillehavet. I 2011 havde landsbyen at indbyggertal på 40.
Tuapa ligger mellem landsbyerne Namukulu og Toi .

## Demografi
| År   | Befolkningstal |
| ---- | -------------- |
| 1986 | 117            |
| 1997 | 68             |
| 2001 | 66             |
| 2006 | 56             |
| 2008 | 59             |
| 2011 | 40             |